# Paralimnophila remulsa
Paralimnophila remulsa är en tvåvingeart som först beskrevs av Alexander 1928.  Paralimnophila remulsa ingår i släktet Paralimnophila och familjen småharkrankar. Inga underarter finns listade i Catalogue of Life.